# Livranoo
Fondée en 2000, Livranoo est la première librairie en ligne de l'océan Indien. C'est la marque commerciale de la société La Vague On Line. 
Basée à Saint-Denis de La Réunion, son catalogue rassemble une sélection de plus de 700 ouvrages francophones et en créole réunionnais à propos de l'île de La Réunion, l'île Maurice, Rodrigues, Madagascar, Mayotte, les Comores, l'archipel des Seychelles, les îles Éparses et les Terres australes et antarctiques françaises (îles Kerguelen, îles Crozet, Amsterdam).
Panorama permanent du secteur très dynamique de l'édition francophone de l'océan Indien, Livranoo présente aussi les ouvrages locaux traitant de sujets en dehors de la zone. Une lettre d'information gratuite par courriel permet à chacun de se tenir informé des nouvelles parutions des éditeurs locaux.
La croissance constante de l'entreprise est caractéristique de l'essor récent du commerce électronique à La Réunion, qui après une période de rodage, recense des professionnels confirmés de la vente à distance.